# Década de 170 a.C.
Séculos: (Século III a.C. - Século II a.C. - Século I a.C.)
Décadas: 220 a.C. 210 a.C. 200 a.C. 190 a.C. 180 a.C. - 170 a.C. - 160 a.C. 150 a.C. 140 a.C. 130 a.C. 120 a.C.
Anos:
```
179 a.C.
 - 
178 a.C.
 - 
177 a.C.
 - 
176 a.C.
 - 
175 a.C.
 - 
174 a.C.
 - 
173 a.C.
 - 
172 a.C.
 - 
171 a.C.
 - 
170 a.C.
```